# La quinta víctima
La quinta víctima (título original: Jane Doe) es un telelfilme estadounidense de suspenso de 1983 dirigido por Ivan Nagy con William Devane y Karen Valentine en los papeles principales.

## Argumento
Una mujer es encontrada por un niño y su perro enterrada en el bosque cerca de una ciudad que puede ser salvada. Nadie sabe quién es, pero se llega a la conclusión de que fue estrangulada y enterrada. El teniente William Quinn asume el caso. Él piensa que fue el acto de un asesino en serie, conocido como El Estrangulador de la carretera, que ya ha matado de una manera parecida a otras cuatro personas. Cuando recobra el conocimiento se descubre, que tiene amnesia y que no puede ayudar a la policía, por lo que tiene primero que averiguar quien es.
Lentamente empieza a recobrar la memoria con la ayuda de la doctora Addie Coleman, responsable de ella. Se descubre con el tiempo que se llama Victoria Schaffer y que es profesora de inglés. Su esposo David aparece, la lleva a casa, que está dentro del bosque, y la ayuda, pero el asesino, que ha cometido mientrastanto otro asesinato se entera de que está viva y va a por ella. Sin embargo el teniente también descubre un comportamiento raro en el esposo de ella y empieza a preguntarse si realmente la intentó asesinar el asesino en serie. 
Finalmente el asesino puede acercarse a ella e intentar matarla con una escopeta, pero fracasa. Más tarde también es arrestado. Se llama Johnson. Cuando Schaffer tiene que identificarlo no puede hacerlo. Aun así puede cogerlo, porque dejó una huella en sus acciones asesinas que lo identifican. Atrapado él confiesa que cometió los asesinatos porque odiaba la ciudad y quería por ello atemorizarla y ser famoso por ello, cosa que consiguió con éxito, pero pone también claro que no intentó matar a Schaffer las dos veces y que hizo el presunto intento de asesinato con la escopeta, porque sabía que no iba a poder identificarlo y así estar aun mejor protegido ante la ley para futuros asesinatos. Quinn, dándose cuenta de que dice la verdad, se acuerda entonces que David mencionó en su presencia un detalle del primer intento de asesinato de su esposa, que no mencionaron públicamente y se da así cuenta de que David es el victimario. 
Entonces Quinn arranca su coche de inmediato y se apresura a alcanzarla sabiendo que David la tiene cerca, porque teme que se acuerde y que una vez que se acuerde de lo que hizo, él la intentará matar otra vez. Mientrastanto ella empieza acordarse de camino a casa, que David la intentó matar. Tenía un amor posesivo con ella y cuando ella le dijo que iba a dejarlo él la intentó matar, porque prefería matarla que perderla para luego enterrarla en el bosque y borrar así las huellas de su crimen. En casa ella empieza por ello a huir de él a la primera oportunidad. Entonces él, sabiendo que se acuerda, intenta matarla con el coche otra vez, pero Quinn llega a tiempo detrás de él y vuelca con su coche el coche de David, que explota, lo que causa su muerte.  
Quinn consigue así salvar la vida de Schaffer. Después él, que no está casado y que se ha enamorado mientrastanto de Schaffer durante su tiempo con ella, se acerca a ella y, viendo lo traumatizada que está, él la consuela por lo ocurrido.

## Reparto
- William Devane - Teniente William Quinn
- Karen Valentine - Victoria Schaffer
- David Huffman - David Schaffer
- Eva Marie Saint - Dra. Addie Coleman
- Stephen E. Miller - Johnson
- Jason Michas - The Boy

## Producción
La película para televisión fue filmado en su totalidad en la ciudad de Vancouver, que está en la provincia canadiense de Columbia Británica. Una vez terminado, se estrenó el telefilme el 12 de marzo de 1983.

## Recepción
Hoy en día la película ha sido valorada en portales cinematográficos. En IMDb, por ejemplo, con 175 votos registrados, el largometraje obtiene una media ponderada de 6,1 sobre 10.